# Morsang-sur-Orge
Morsang-sur-Orge ist eine französische Gemeinde mit 21.161 Einwohnern (Stand 1. Januar 2022) im Département Essonne in der Region Île-de-France. Die Gemeinde ist Hauptort (chef-lieu) des Kantons Sainte-Geneviève-des-Bois.

## Geographie
Morsang-sur-Orge liegt 21,5 Kilometer südlich von Paris und etwa 7,5 Kilometer südsüdwestlich des Flughafens Paris-Orly.
Im Norden der Gemeinde fließt die Orge auf den Zusammenfluss mit der Yvette zu. Unterhalb des Flusslaufs der Orge liegt das Bassin du Morsang, das auch als Regenrückhaltebecken verwendet wird.

### Nachbargemeinden
Im Nordwesten liegt die Gemeinde Villemoisson-sur-Orge, im Norden Savigny-sur-Orge, östlich Viry-Châtillon, im Südwesten Fleury-Mérogis und im Süden und Südwesten Sainte-Geneviève-des-Bois.

## Geschichte
Ende des 10. Jahrhunderts in der Zeit des Hugo Capets wird die Ortschaft als Murcinctus als Besitztum der Abtei Saint Mangloire erstmals erwähnt, im 12. Jahrhundert als Murcenc. Ab dem 13. Jahrhundert wurde die Kirche Saint-Jean errichtet. 

## Sehenswürdigkeiten
- Schloss, Monument historique seit 1979

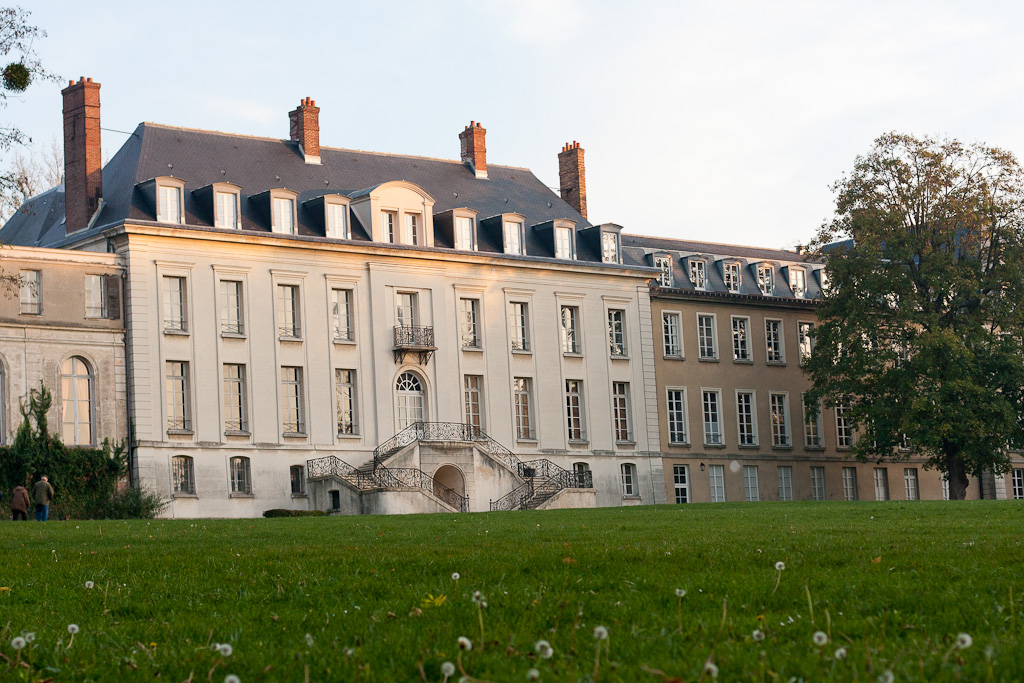
Schloss

## Verkehr
Durch die Gemeinde führt die Autoroute A6 von Paris nach Lyon. 

## Persönlichkeiten
- Jacques de Vassan (um 1600–1636), Adliger
- Louis Bénigne François Berthier de Sauvigny (1737–1789), Präsident des Parlaments von Paris, Herr über Morsang-sur-Orge
- Louis Gustave Vapereau (1819–1906), Schriftsteller und Enzyklopädist
- Albert Divo (1895–1966), Automobilrennfahrer
- György Cziffra (1921–1994), Pianist
- Michel Pollien (1937–2013), Bischof
- Alain Chabat (* 1958), Regisseur und Drehbuchautor
- Bruno-Pascal Chevalier (1963–2012), Aktivist
- Virginie Mendes (* 1981), Fußballspielerin
- Ladji Doucouré (* 1983), Leichtathlet (110 m Hürden)